# Soar (rivière)
Pour les articles homonymes, voir Soar.
 (juillet 2014).
Si vous disposez d'ouvrages ou d'articles de référence ou si vous connaissez des sites web de qualité traitant du thème abordé ici, merci de compléter l'article en donnant les références utiles à sa vérifiabilité et en les liant à la section « Notes et références ».
La Soar est la principale rivière des Midlands de l'Est.
Longue de 95 km, c'est le principal affluent de la Trent et le principal cours d'eau du Leicestershire.

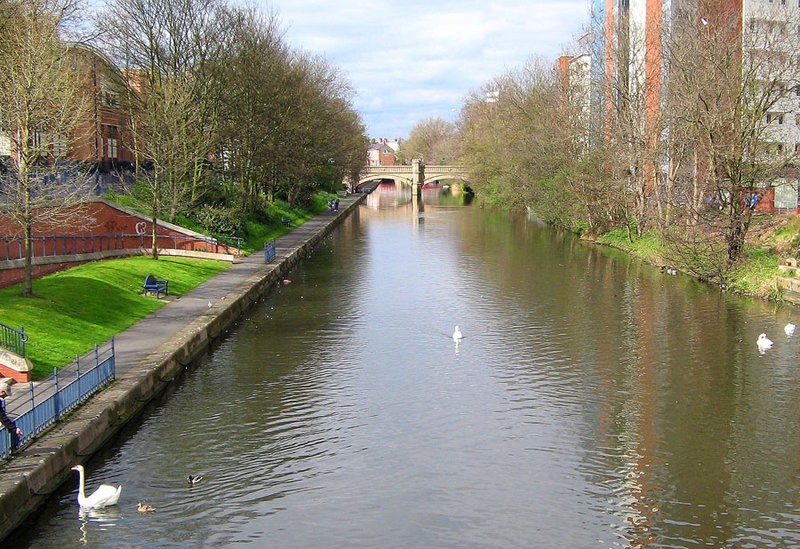
Partie canalisée à Leicester.